# Nephrotoma glossophora
Nephrotoma glossophora är en tvåvingeart som beskrevs av Alexander 1964. Nephrotoma glossophora ingår i släktet Nephrotoma och familjen storharkrankar. Inga underarter finns listade i Catalogue of Life.